# Soto de la Vega
Soto de la Vega è un comune spagnolo di 1 944 abitanti situato nella comunità autonoma di Castiglia e León.